# Girard de Rosselhon

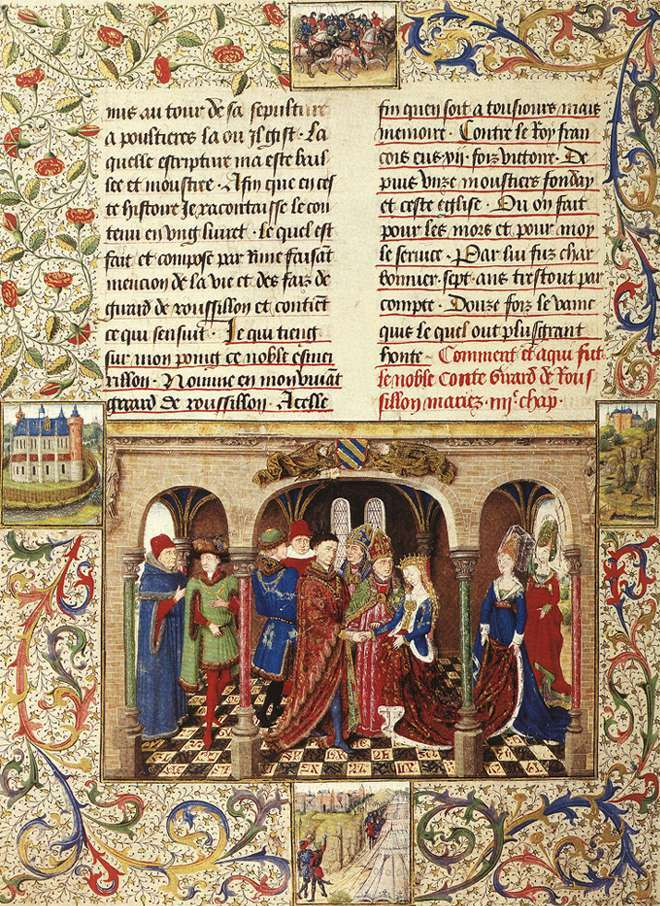
Casament de Girard i Berta. Miniatura de l'obra Girard de Rosselhon

Girard de Rosselhon és una cançó de gesta del cicle dels vassalls rebels, composta vers el 1180; se'n conserven diverses versions que presenten una varietat lingüística (textos en occità i francès antics) i formal.
Hi hagué una primera cançó de gesta no conservada, composta vers el 1115. La versió coneguda, fou redactada en francoprovençal a mitjan s XII. Els autors d’ambdues versions, amb la intenció de donar-los un clima català, hi multiplicaren els topònims i antropònims catalans i esmentaren el gentilici catalans i potser el corònim Catalunya, llavors poc difosos fronteres enllà.
La versió més antiga en decasíl·labs es conserva en quatre manuscrits, que es troben a la British Library, a Nancy, a Oxford i a la Biblioteca Nacional de França; consta de 10.000 versos. N'hi ha també una versió en alexandrins, conservada en sis manuscrits, i dues en prosa del segle xv, per Jean Wauquelin. Així mateix, hi ha redaccions de la vida llegendària de Girard en llatí. És considerada una obra magistral de l'epopeia medieval amb gran riquesa dramàtica, poètica i èpica.
El tema és borgonyès, basat en una llegenda escrita en llatí abans del segle ix per un monjo de l'abadia de Pothières. Explica com Carles Martell i Girard de Rosselló salvaren Roma de la invasió àrab i obtingueren en matrimoni les filles de l'emperador, Elissent i Berta, però ambdós es disputen l'amor d'Elissent i la cosa acaba en guerra oberta, amb batalles salvatges i grandioses. Girard és vençut i ha de fugir amb Berta, pietosa i que li dona savis consells, a les Ardenes i l'Alvèrnia, on treballen respectivament de cosidora i de carboner. Després de diverses peripècies, reben el perdó del rei i Girard recobra el seu feu, però el seu fill mor. Els fets històrics fan referència a Carles el Calb i a Guiu, comte i marquès de Viena i Guifré el Pelós. El castell del Rosselló podria ser Castell Rosselló.